# 至心院
至心院（ししんいん、? - 延享5年2月26日（1748年3月24日））は、徳川幕府9代将軍徳川家重の側室で、10代将軍徳川家治の生母。通称にお幸の方（おこうのかた）。俗名は幸子、こう（幸）。贈従一位。父は梅渓通条。

## 生涯
享保16年（1731年）、増子女王が京都から徳川家重のもとへ輿入の際に、増子の御側付として江戸に入った。享保18年（1733年）に正室の増子が死去したのち、家重は側室の至心院を寵愛した。元文2年（1737年）に、家重との間に嫡男・竹千代（徳川家治）をもうけた。至心院は「お部屋様」と崇められた。しかし家重はその後、安祥院（於遊喜の方）を寵愛するようになった。延享2年（1745年）、家重に将軍宣下、至心院も大奥に入り、従三位に叙される。同年、安祥院が万次郎（清水重好）を生んだ。
家重は女だけでなく酒にも溺れるようになり、至心院が注意をしたもののそれを聞かず、むしろ疎むようにさえなった。そうした中、側室との睦みごとの最中に至心院が入ってきたことで癇癪を起こし、至心院を牢獄に閉じ込めた。それを聞いた家重の父・徳川吉宗が「嫡男の生母を閉じ込めるのはよくない」と注意し、至心院は牢から出られたものの、2人の仲が戻ることはなかったという。
延享5年（1748年）2月26日、死去。墓所は寛永寺山内にある福聚院。戒名は至心院観真円如大姉。宝暦13年（1763年）4月16日、従一位を追贈された。

## 関連作品
テレビドラマ
- 時代劇スペシャル・大奥 悪霊の館（1981年、フジテレビ・東映） - 演：岩井友見  この作品では、史実と違って嫉妬深い女性との設定が為されている他、家治を産んだのはお幸の方ではなく、お俊の方（由美かおる）となっている。
- 大河ドラマ・八代将軍吉宗（1995年、NHK）- 演：松原千明
- 木曜劇場・大奥（2024年、フジテレビ）- 演：紺野まひる

漫画
- 大奥 - よしながふみ ※男女逆転設定